# Os de Civís
Os de Civís, także: Aós de Civís – miejscowość w Hiszpanii, w Katalonii, w prowincji Lleida, w comarce Alt Urgell, w gminie Les Valls de Valira.

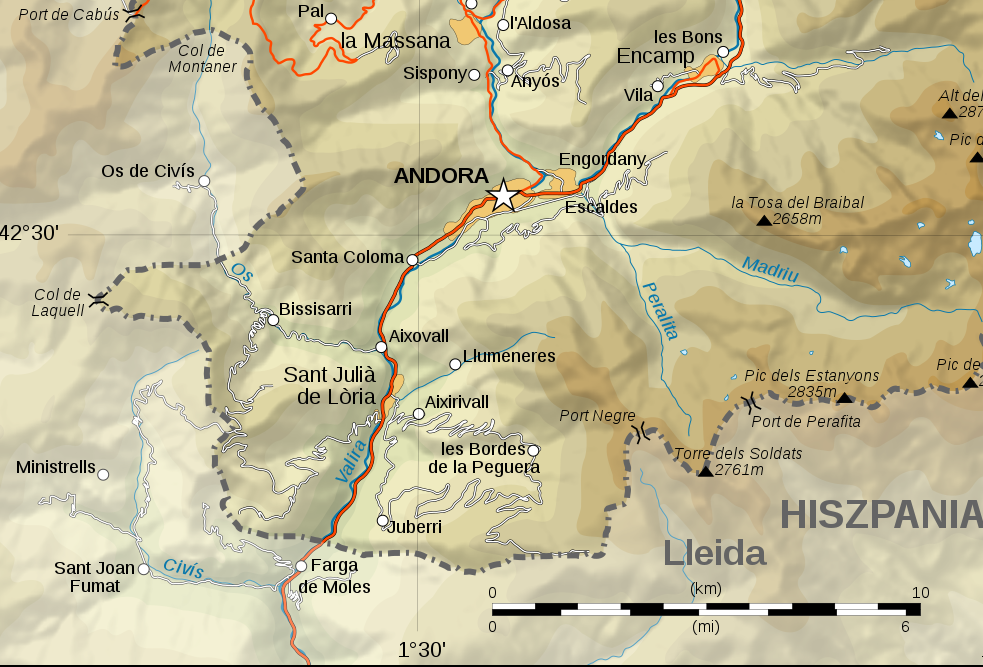
mapa topograficzna ukazująca położenie Os de Civís

Według danych INE w 2020 roku liczyła 75 mieszkańców – 39 mężczyzn i 36 kobiet. 
Miejscowość położona jest na terytorium Hiszpanii w niewielkiej odległości (ok. 2 km)od granicy z Andorą i była praktyczną enklawą, bo jedyne istniejące tam połączenie drogowe prowadziło tylko do Andory (nie dało się tam dojechać drogą bezpośrednio z innych miejscowości Hiszpanii). Obecnie taki dojazd jest już możliwy. 